# Braggita
La braggita es un mineral de la clase de los minerales sulfuros. Descubierto en 1932 fue nombrada en honor de William Henry Bragg (1862-1942), siendo este el primer nuevo mineral que fue aislado y determinado por el método de los rayos X.

## Características químicas
Aunque en tratados antiguos aparece este mineral con platino, níquel y paladio en su fórmula, la IMA acepta que este mineral es el extremo de una serie de solución sólida de fórmula PtS, estando en el otro extremo de la serie la vysotskita -de fórmula (Pd,Ni)S-, dando la familia de minerales de la serie con los tres metales.

## Formación y yacimientos
Aparece en cavidades de rocas máficas intrusivas con esquistosidad. Se forma a altas temperaturas magmáticas.

## Usos
Es buscado en las minas como mena del precioso metal platino.